# Paul Chittilapilly
Paul Chittilapilly (* 7. Februar 1934 in Mattom, Kerala, Indien; † 6. September 2020 in Kozhikode) war ein indischer Geistlicher und syro-malabarischer Bischof von Thamarasserry.

## Leben
Paul Chittilapilly empfing am 18. Oktober 1961 durch Mathew Kavukattu, Erzbischpof von Changanassery, in Rom die Priesterweihe. Er studierte Philosophie und Theologie am Priesterseminar St. Joseph in Aluva and the Propaganda Fide Kolleg in Rom. An der Päpstlichen Lateranuniversität wurde er in Kanonischem Recht promoviert. 1961 wurde er Vikar in Aloor. Er war Professor am Apostolischen Seminar St. Thomas in Kottayam im Bundesstaat Kerala, Kanzler der Eparchie Thrissur und Manager des St.-Thomas-College in Thrissur. 1978 wurde er Generalvikar der Eparchie Thrissur und war verantwortlich für den Besuch von Papst Johannes Paul II. im Jahre 1986.
Papst Johannes Paul II. ernannte ihn am 30. April 1988 zum ersten Bischof des mit gleichem Datum errichteten Bistums Kalyan. Der Erzbischof von Ernakulam-Angamaly, Antony Kardinal Padiyara, spendete ihm am 24. August desselben Jahres die Bischofsweihe. Mitkonsekratoren waren Joseph Kundukulam, Bischof von Trichur, und Benedict Varghese Gregorios Thangalathil OIC, Erzbischof von Trivandrum. Am 11. November 1996 wurde er zum Bischof von Thamarasserry ernannt.
Am 15. Januar 2010 nahm Papst Benedikt XVI. seinen altersbedingten Rücktritt an. Paul Chittilapilly erlag im September 2020 einem Herzstillstand.